# William Legge (2. hrabia Dartmouth)

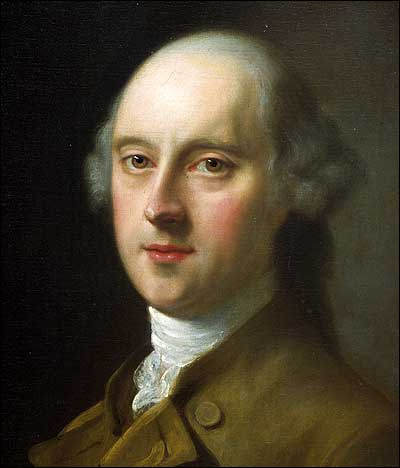
Lord Dartmouth

William Legge (ur. 20 czerwca 1731, zm. 7 lipca 1801) – brytyjski arystokrata i polityk, 2. hrabia Dartmouth.

## Życiorys
Był najstarszym synem George’a Legge’a, wicehrabiego Lewisham, i Elizabeth Kaye, córki sir Arthura Kaye’a, 3. baroneta. Po śmierci dziadka w 1750 r. odziedziczył tytuł 2. hrabiego Dartmouth i zasiadł w Izbie Lordów. Należał do grona dobroczyńców londyńskiego Foundling Hospital. Od 1755 r. był wiceprzewodniczącym tej instytucji. W 1754 r. został członkiem Towarzystwa Królewskiego.
W 1765 r. został pierwszym lordem handlu, ale utracił to stanowisko już w 1766 r. Ponownie sprawował je w latach 1772-1775, będąc jednocześnie ministrem kolonii. Następnie został Lordem Tajnej Pieczęci. Początkowo opowiadał się za siłowym rozwiązaniem konfliktu z amerykańskimi koloniami, ale szybko przeszedł na bardziej ugodowe stanowiska i w 1777 r. doradzał kolonistom przyjęcie kompromisowych propozycji lorda Northa.
Dartmouth pozostał ministrem do upadku gabinetu w 1782 r. W 1783 r. został jeszcze na krótko Lordem Stewardem. Zmarł w 1801 r. Na jego cześć nazwano Dartmouth College w stanie New Hampshire. Był wyznawcą metodyzmu.

## Rodzina
11 stycznia 1755 r. poślubił Frances Catherine Nicoll (zm. 24 lipca 1805), córkę sir Charlesa Gountera Nicolla i Elizabeth Blundell, córki Williama Blundella. William i Frances mieli razem pięciu synów i jedną córkę:
- Charlotte Legge (zm. 5 listopada 1848), żona Charlesa Duncombe'a, 1. barona Feversham, miała dzieci
- Edward Legge (zm. 27 stycznia 1827), biskup Oksfordu
- George Legge (ur. 3 października 1755, zm. 10 listopada 1810), 3. hrabia Dartmouth
- Henry Legge (ur. 23 stycznia 1765, zm. 19 kwietnia 1844), prawnik
- admirał Arthur Kaye Legge (ur. 25 października 1766, zm. 21 maja 1835)
- Augustus George Legge (ur. 21 sierpnia 1773, zm. 1828), ożenił się z Honorą Bagot, miał dzieci